# Attentato alla corte d'Inghilterra
Attentato alla corte d'Inghilterra è il secondo romanzo in ordine di uscita della serie techno-thriller di Tom Clancy, in cui si narra la vita di Jack Ryan.
In effetti si colloca temporalmente prima di La grande fuga dell'Ottobre Rosso, uscito per primo.

## Trama
Jack Ryan è un professore di storia navale all'Accademia della US Navy ad Annapolis, dopo essere stato tenente nei Marines ed essere stato ferito gravemente in servizio a causa di un incidente di volo.
Durante una vacanza a Londra, con la moglie Kathy e la figlia Olivia (chiamata familiarmente Sally), assiste ad un agguato a una Rolls-Royce da parte di un gruppo armato; intervenendo con prontezza riesce a sventare l'agguato, uccidere un terrorista, ferirne un altro e prendersi una pallottola nella spalla.
Al risveglio in ospedale scopre di aver salvato il principe di Galles e la sua famiglia ed essersi assicurato la gratitudine della famiglia reale britannica. Ma più tardi scoprirà di essersi assicurato anche l'odio della ULA, Ulster Liberation Army, una fazione dissidente dell'IRA, che cerca il modo di vendicarsi.
Nonostante le misure di sicurezza, questi mettono in piedi un'operazione sul territorio statunitense che per poco non costa la vita a Kathy e Sally, ed in seguito a questo, Jack inizia a lavorare come analista presso la CIA. Come frutto di questa attività, viene organizzata una fruttuosa operazione militare francese su un campo di terroristi di Action directe, e successivamente una fallita su un campo della PIRA.
Ma gli irlandesi tentano ancora di colpire sul suolo americano, approfittando della visita del principe di Galles e della moglie che vengono invitati a cena a casa di Jack. Ne segue una vera e propria strage, durante la quale Jack e le due famiglie, insieme ad un suo caro amico, il comandante Jackson della aviazione di marina, e sua moglie Sissy, si mettono in salvo su una delle barche dei terroristi, inseguiti dall'altra barca. Dopo un altro scontro a fuoco dentro l'accademia di Annapolis ed un inseguimento in mare, i terroristi verranno presi, e Jack ritornerà in tempo per vedere nascere suo figlio.

## Adattamenti
Il romanzo ha ispirato la sceneggiatura del film Giochi di potere diretto da Phillip Noyce, con protagonista Harrison Ford nel ruolo di Jack Ryan.

## Edizioni
- Tom Clancy, Attentato alla corte d'Inghilterra, collana BUR, Rizzoli, 1991,  p. 544.